# Реклинецька сільська рада
Реклинецька сільська рада — колишній орган місцевого самоврядування у Сокальському районі Львівської області. Адміністративний центр ради — село Реклинець.

## Загальні відомості
Водоймища на території, підпорядкованій даній раді: річка Желдець.

## Населені пункти
Сільській раді підпорядковані населені пункти:
- с. Реклинець
- с. Стремінь

## Склад ради
Рада складається з 16 депутатів та голови.

### Керівний склад попередніх скликань
| ПІБ                     | Основні відомості                                      | Дата обрання | Дата звільнення |
| ----------------------- | ------------------------------------------------------ | ------------ | --------------- |
| Куцин Петро Григорович  | Сільський голова, 1938 р.н., освіта, безпартійний      | 26.03.2006   | 31.10.2010      |
| Левків Роман Михайлович | Сільський голова, 1957 р.н., освіта вища, безпартійний | 31.10.2010   |                 |

Примітка: таблиця складена за даними джерела